# 폰트 힌팅
폰트 힌팅(font hinting)은 수학적 지침을 사용하여 윤곽선 글꼴 표시를 조정하여 래스터화된 격자에 맞춰 정렬하는 것이다. 낮은 화면 해상도에서는 명확하고 읽기 쉬운 텍스트를 생성하는 데 힌트가 매우 중요하다. 더욱 명확성을 위해 안티앨리어싱 및 (액정 디스플레이의 경우) 하위 픽셀 렌더링을 동반할 수 있다.

## 개요
화면 텍스트 표시를 위해 폰트 힌팅은 글꼴을 보다 명확하게 렌더링하기 위해 보간되는 기본 픽셀을 지정한다. 힌트(hint)는 일반적으로 서체 디자인 프로세스 중에 글꼴 편집기에서 생성되어 글꼴에 포함된다. 글꼴은 자동으로(문자 윤곽선을 기반으로 처리된 알고리즘을 통해) 힌트를 주거나 수동으로 설정할 수 있다. 대부분의 글꼴 편집기는 자동 힌팅을 수행할 수 있으며 이 접근 방식은 많은 글꼴에 적합하다. 그러나 고품질 상업용 글꼴은 컴퓨터 디스플레이에서 가장 선명한 모양을 제공하기 위해 수동으로 힌트를 제공하는 경우가 많다. 버다나는 많은 양의 힌트 데이터가 포함된 글꼴의 한 예이며, 그 중 대부분은 유형 엔지니어 톰 리크너가 수동으로 수행했다.